# Monte Frio

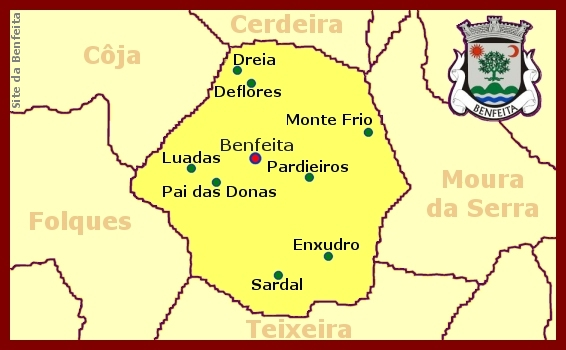
Localização de Monte Frio na freguesia de Benfeita

A aldeia do Monte Frio foi fundada a 1 de Fevereiro de 1345 e faz parte da Freguesia de Benfeita, Município de Arganil, Distrito de Coimbra.
Esta aldeia tem a designação de ser um povoado aglomerado ou concentrado, em virtude do forte relevo existente e derivado a razões históricas, onde era permitido uma maior defesa dos seus habitantes.

## Origem
A aldeia foi fundada por Vasco Domingues, onde lhe foi entregue uma parcela de terra constituída maioritariamente por matos e terras incultas. Aqui construí as primeiras casas com madeiras provenientes da Mata da Margaraça, propriedade de fidalgos de Avô (Oliveira do Hospital).
Sobre a ligação do nome da Aldeia de Monte Frio à Freguesia da Benfeita surge uma lenda que conta que os pastores levavam os seus rebanhos para o alto da serra e um dos sítios para onde iam era o Monte Frio. Como no alto da serra costumava estar muito frio, na vinda, os que tinham ficado na Benfeita, perguntavam aos que acabavam de regressar do Monte Frio: “Então como está lá o tempo?”. A resposta era: “Está muito frio”. O que era replicado num tom jocoso e brincalhão pelos da Benfeita: “Bienfecta” (bem feita).

## Gastronomia
A gastronomia montefriense foi e é muito influenciada pelos frutos, produtos agrícolas e pastorícios e até mesmo os próprios animais são para consumo doméstico. É destacada a chanfana de borrego ou carne fresca, o bucho, o arroz de fressura, o arroz de feijão, a broa de milho, a esmagada, os chouriços, o presunto, os tostelos, a aguardente de mel, a ginjinha, alguns licores, os coscoréis, as filhós e a tigelada. A aguardente de mel é a bebida mais típica da região.